# ハルキウ市電
ハルキウ市電（ウクライナ語: Харківський трамвай、ロシア語: Харьковский трамвай）は、ウクライナの都市・ハルキウに存在する路面電車。1906年に開通し、線路総延長236.6 km、車両総数300両以上という大規模な路線網を有する。

## 概要

### 歴史
ハルキウ市内で最初の軌道交通は1882年に開業した馬車鉄道で、ベルギーの民間企業が運営していた。一方、当時のロシア帝国各地ではより輸送力が高く先進的な交通機関である路面電車の開通が進められており、ハルキウ市内にも1906年7月3日に最初の路面電車路線が開通した。この路線はハルキウ市が運営する公営路線であり、馬車鉄道を運営していたベルギー企業と長年に渡り対立したが、最終的に馬車鉄道は路面電車網に完全に置き換えられた。
開業当初の軌間は1,000 mm（狭軌）であったが、ソビエト連邦成立後は国内各都市の路面電車の軌間を1,524 mm（広軌）へ改める動きが高まり、ハルキウ市電でも1930年代に改軌が実施され、それに対応したソ連製の電車も多数導入された。第二次世界大戦（大祖国戦争）ではハルキウ市内もドイツ軍と赤軍の激戦に巻き込まれ、一時はドイツ軍に占領されたことから、路面電車も甚大な被害を受けた。
戦後は復興が進んだ後、1950年代から路線網の拡大が始まり、特に1970年代は大規模な建設工事が行われた。特に同年代に開通した2号線（Проспекту Перемоги -  602 м/р）は往復47.3 km、所要時間 約3時間10分というソ連最長の路面電車系統の1つとなった。車両も戦後初期からソ連各地のメーカーで製造された車両（KTM-1・KTP-1、KTM-2・KTP-2、RVZ-6等）が導入された一方、1967年以降はチェコスロバキア（現：チェコ）製のタトラT3の大量導入が始まり、2020年現在もハルキウ市電の主力車両として活躍を続けている。
ハルキウ市電の路線網縮小はハルキウ地下鉄開通により並行路線が廃止された事に始まり、ソビエト連邦の崩壊以降は経済の混乱、モータリーゼーション、そして財政難により更に多くの路線や車庫が廃止された。また、2000年代中盤まで車両の新造もままならない状況となったが、それ以降は新造車の導入やチェコ、スロバキア、ラトビアなど各地で廃車となった路面電車車両の譲受が積極的に行われている。線路も整備が行われず脱線事故が頻発していたが、こちらも後述の組織再編以降は大規模な修繕工事が進められている。

### 運営組織について
ハルキウ市電は開業時からハルキウ市によって運営され、ソ連崩壊後はミスクエレクトロトランス（ХКП «Міськелектротранс»）が管理を行っていたが、運営の効率化や財政再建、老朽施設の大規模更新を目的に2011年以降以下の市営企業（КП）に分社化されている。
- 「サルトフスキー車庫」（КП «Салтовское трамвайное депо»）  - 車庫（サルトフスキー車庫）・車両の管理[11]
- 「10月車庫」（КП «Жовтневе трамвайне депо»） - 車庫（10月車庫）・車両の管理[11]
- 「ミスクエレクトロトランサービス」（КП «Міськелектротранссервіс»） - 路面電車・トロリーバス網の整備[12]
- 「ハルキウパス」（КП «Харківпасс»） - 施設の維持・管理、会計処理など[13][14]

## 運行
2020年現在、ハルキウ市電では以下の系統が設定されている。多くの系統は最終列車が車庫付近の電停止まりの区間運転となる他、ラッシュ時とそれ以外の時間帯で運行区間が異なる系統も存在する。また、同年現在一部系統が線路の改修工事や新型コロナウイルス関連の検疫制限の影響で運休しており、その旨も記す。
運賃については2010年代以降人件費や電気代などの高騰による値上げが続いており、2019年以降トロリーバスと共に6フリヴニャとなっている。
| 系統番号 | 起点             | 終点              | 運行間隔(平日) | 運行間隔(平日) | 運行間隔(平日) | 備考                                                                                               |
| 系統番号 | 起点             | 終点              | ラッシュ時     | 日中           | 夜間           | 備考                                                                                               |
| -------- | ---------------- | ----------------- | -------------- | -------------- | -------------- | -------------------------------------------------------------------------------------------------- |
| 1        | Південний вокзал | Іванівка          | 10分           | 15分           | －             | [ 17 ]                                                                                             |
| 3        | Новожанове       | Залютине          | 7分            | 7-8分          | 9分            | [ 18 ]                                                                                             |
| 5        | Південний вокзал | вул.Одеська       | 11-14分        | 11-14分        | 14-16分        | [ 19 ]                                                                                             |
| 6        | Південний вокзал | 602м/р            | 6-8分          | 6-8分          | 8-12分         | [ 20 ]                                                                                             |
| 7        | Новоселівка      | Південний вокзал  | 16分           | 16分           | 24分           | [ 21 ]                                                                                             |
| 8        | 602м/р           | вул.Одеська       | 8-12分         | 8-12分         | －             | [ 22 ]                                                                                             |
| 12       | Південний вокзал | Лісопарк          | 21分           | 21分           | －             | [ 23 ]                                                                                             |
| 16       | Салтівське       | Салтівське        | 21-25分        | 21-25分        | －             | ラケット式環状系統(反時計回り) 線路工事および新型コロナウイルスの影響により2020年3月18日以降運休中 |
| 16A      | Салтівське       | Салтівське        | 21-25分        | 21-25分        | －             | ラケット式環状系統(時計回り) 線路工事および新型コロナウイルスの影響により2020年3月18日以降運休中   |
| 20       | Південний вокзал | просп.Перемоги    | 6-7分          | 6-7分          | 10-14分        | [ 25 ]                                                                                             |
| 23       | Салтівське       | Південно - Східне | 12-14分        | 12-14分        | 13-16分        | 新型コロナウイルスの影響により2020年3月19日以降運休中                                              |
| 26       | Лісопарк         | Південно - Східне | 10-13分        | 12-14分        | 14-16分        | 日中・夜間・週末                                                                                   |
| 26       | Парк ім.Горького | Південно - Східне | 10-13分        | 12-14分        | 14-16分        | ラッシュ時                                                                                         |
| 27       | Салтівське       | Новожанове        | 5-6分          | 6-8分          | 8-14分         | [ 28 ]                                                                                             |

## 車両
2020年現在、ハルキウ市電で使用されている主な車両は以下の通り。各車両はサルトフスキー車庫（Салтовское трамвайное депо）と10月車庫（Октябрьское трамвайное депо）の2箇所の車庫に配置されている。

### タトラT3

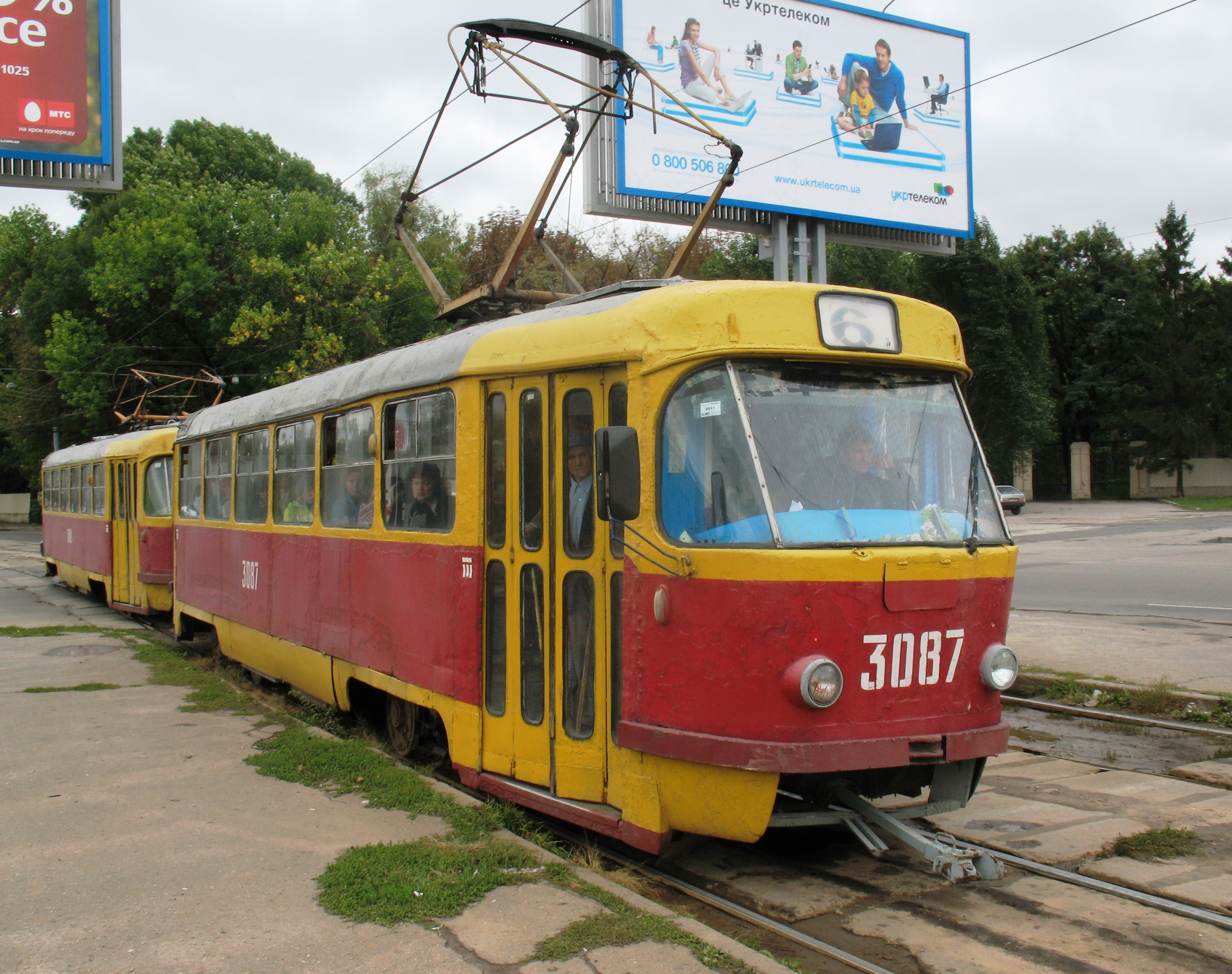
タトラT3SU（2扉車）

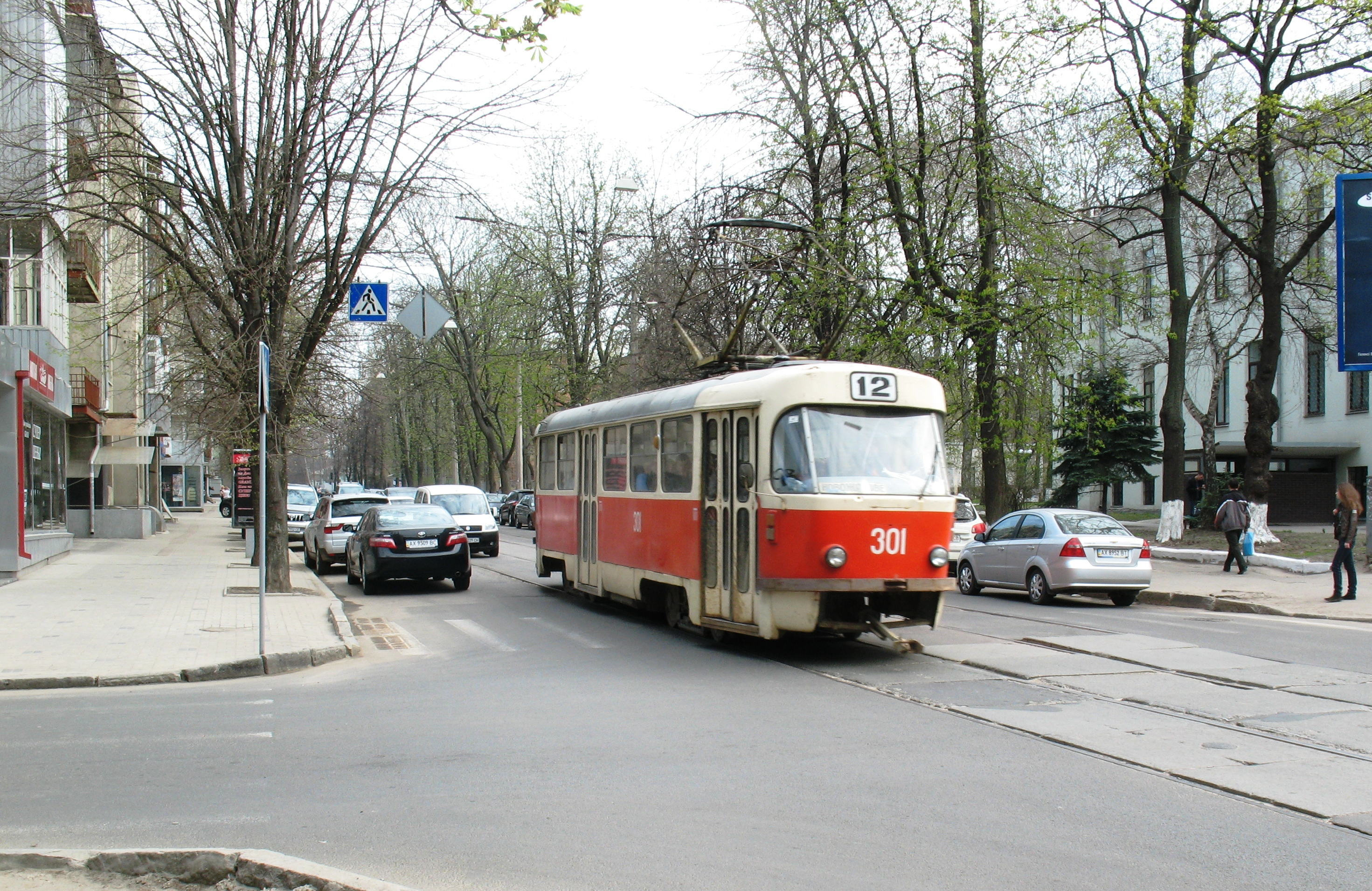
タトラT3SU（3扉車）

#### 概要
かつてチェコスロバキア（現：チェコ）に存在したタトラ国営会社スミーホフ工場（→ČKDタトラ）が開発した、高加減速・低騒音・低振動の高性能路面電車車両（タトラカー）。東側諸国における標準型車両として各国に導入され、ハルキウ市電にも1967年から導入が実施された。2010年代以降も他国で使用されていた車両の譲渡や残存車両の更新工事が積極的に行われており、ハルキウ市電の主力車両として活躍を続けている。

#### 車種
ハルキウ市電に在籍するタトラT3には以下の種類が存在する。
- 新造車
  - タトラT3SU - 耐寒設備を始めソ連向けの仕様変更を施した形式。製造年代によって扉の数が異なり、1977年までは2箇所（前・後）、それ以降は3箇所（前・中・後）に設置されていた。ハルキウ市電には1967年から1987年にかけて735両の大量導入が行われたが、老朽化や路線縮小などから2020年現在は更新工事を受けた車両を除いてサルトフスキー車庫に75両、10月車庫に16両が残存するのみとなった[30][30][31]。
- 譲渡車
  - タトラT3SUCS - タトラT3SUを基に、チェコスロバキア（現：チェコ、スロバキア）での使用に適した設計変更が実施された形式。2010年代以降プラハ市電（チェコ）、オストラヴァ市電（チェコ）、ブラチスラヴァ市電（スロバキア）から譲渡された[29][32][30][33]。
  - タトラT3M - チェコスロバキア時代に制御装置の交換などの更新工事が実施された車両。2011年以降プラハ市電から譲渡された[32]。
  - タトラT3A - リガ市電（ラトビア）で更新工事が実施された車両。そのうち30両が2013年以降ハルキウ市電へ譲渡され、翌2014年から営業運転に使用されている[34]。
- 改造・機器流用車
  - タトラVPSt（T3-ВПСт） - ブラチスラヴァ市電から譲渡されたタトラT3SUCSのうち、2017年に導入された車両の一部はハルキウ車両修理工場（ウクライナ語版）で機器の更新が実施された[29][35]。
  - T3VPA（T3ВПА） - 老朽化が進んだT3SUの一部車両を対象に更新工事を行った形式。台枠や一部機器を除いた部品が新造され、車体の前面は流線形状の新規デザインが採用された他、構体の強化も行われた。電気機器についても経済性を考慮し、制御装置にIGBT素子を用いた電機子チョッパ制御、補助電源装置に静止型インバータが採用された。車内は種車となったタトラT3SUのレイアウトを基にしたが、最後部の座席を撤去し立席や荷物収納スペースとしており、定員は130人（着席30人）となった。2009年以降ハルキウ車両修理工場（ウクライナ語版）で改造が実施されたが、財政面の理由から導入両数は4両のみに留まった[8][36]。
  - T3-VPNP（Т3-ВПНП） - 2018年から営業運転を開始した、車体中央を低床構造とした部分超低床電車。製造に際してはタトラT3SUに加え、他都市で廃車となったタトラT6A5の主電動機も流用された。車体はエレクトロ・トランスポートテクノロジーズ（ООО «Технологии электротранспорта»）で作られ、最終組み立てはサルトフスキー路面電車車庫（КП «Салтовское трамвайное депо»）で実施された。計画当初は5両が導入される予定だったが、その後3両に計画が縮小されている[37]。

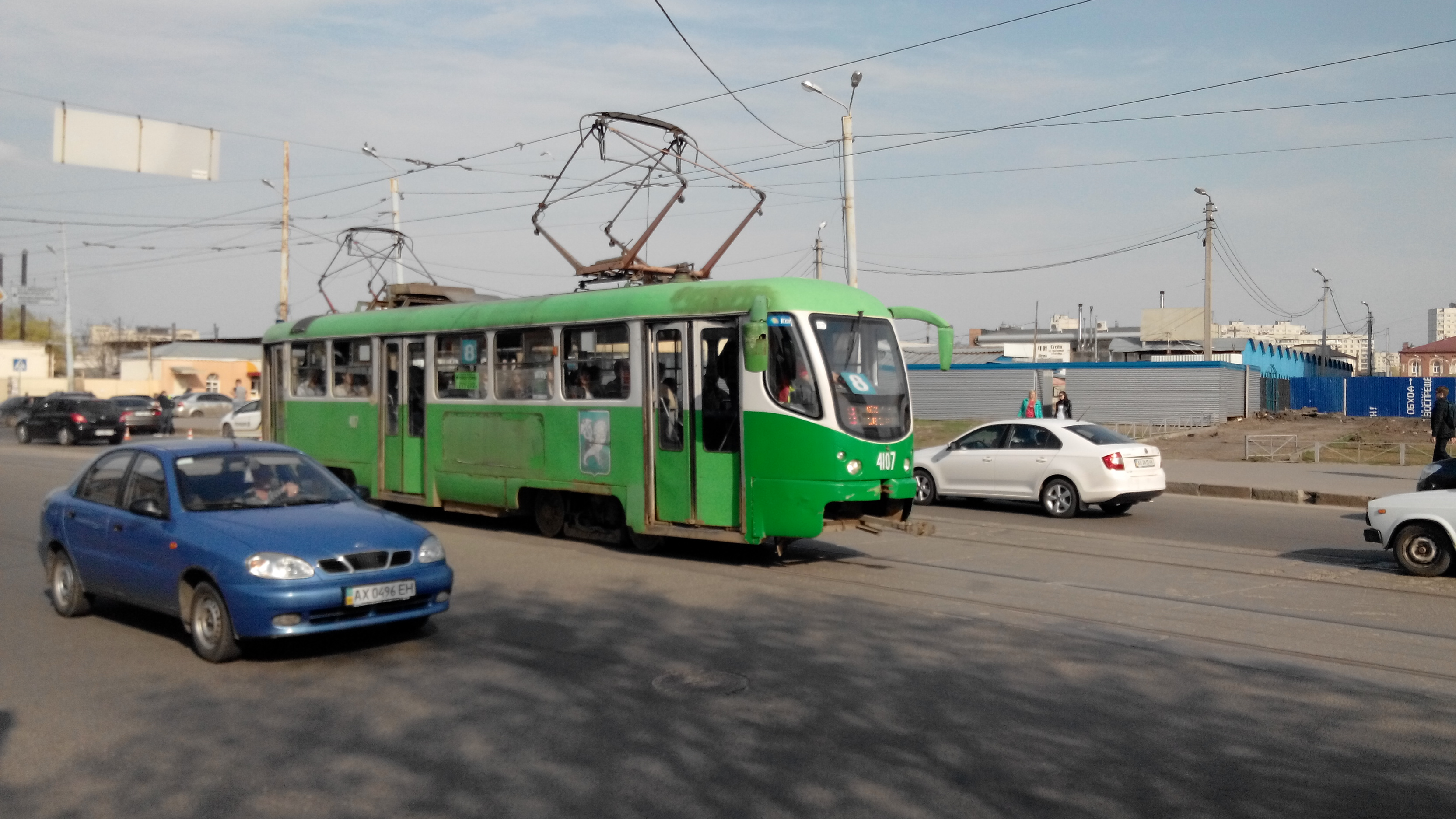
T3VPA
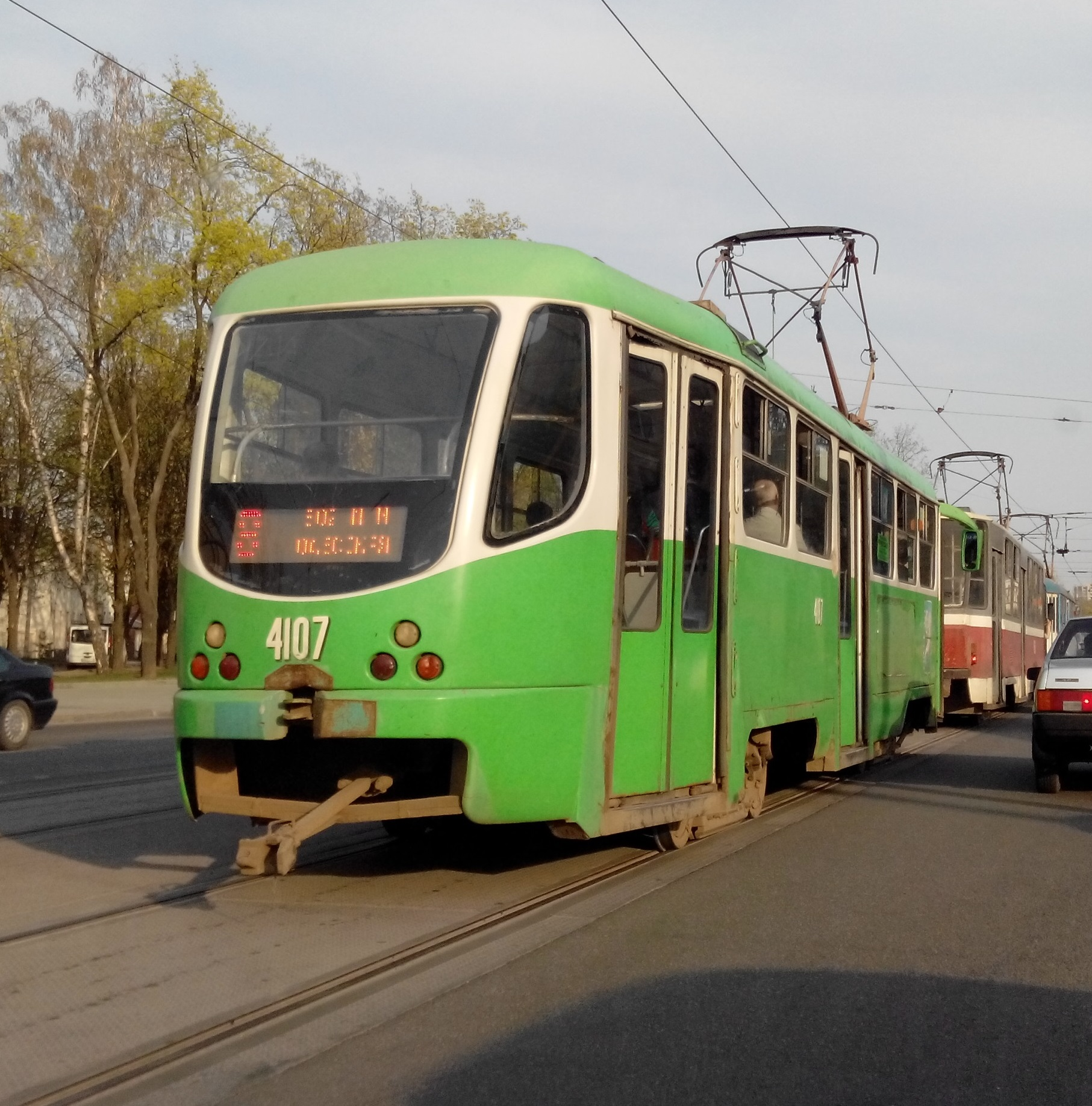
T3VPA（後方）
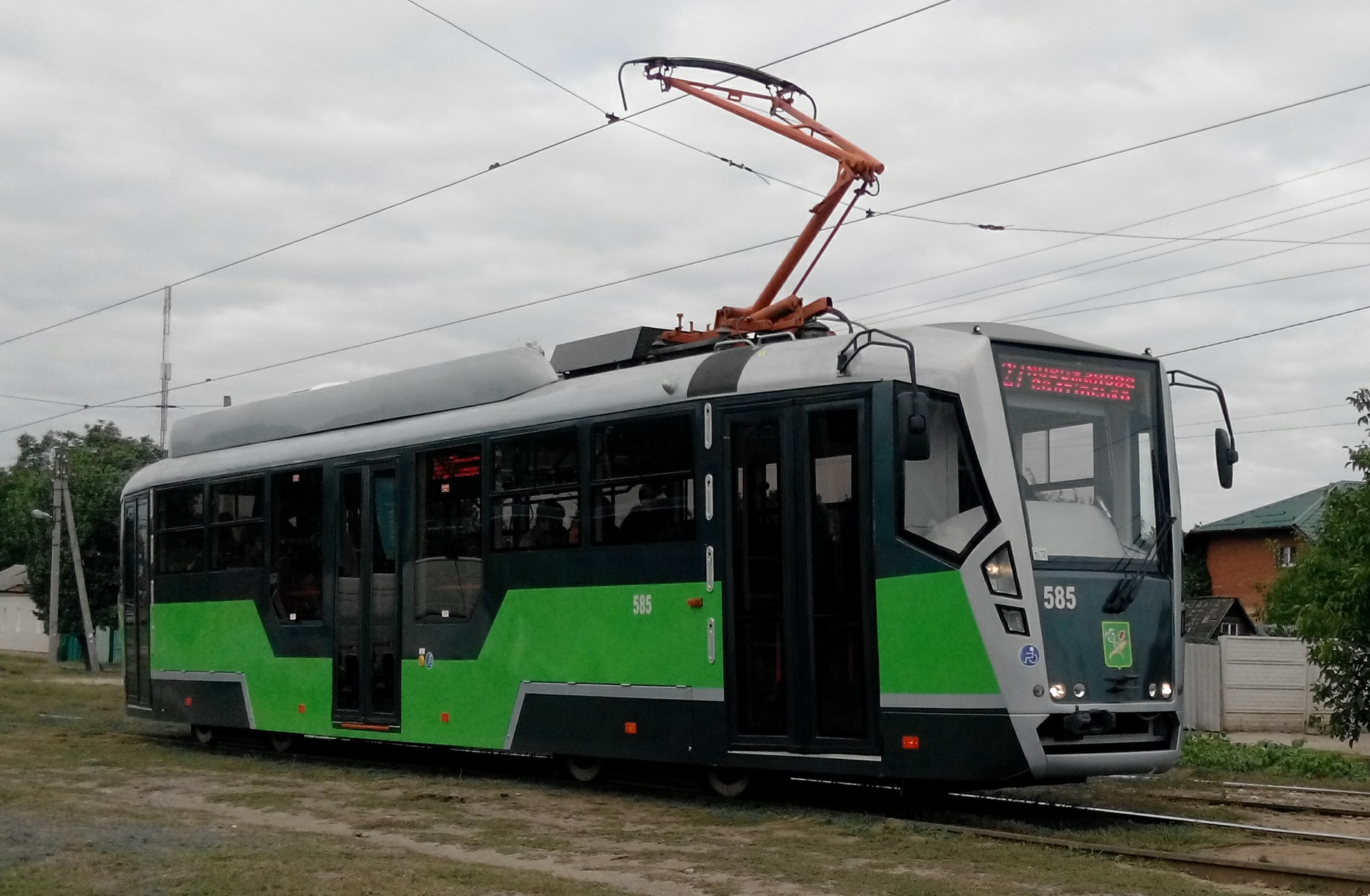
T3-VPNP

### タトラT6B5（T3M）

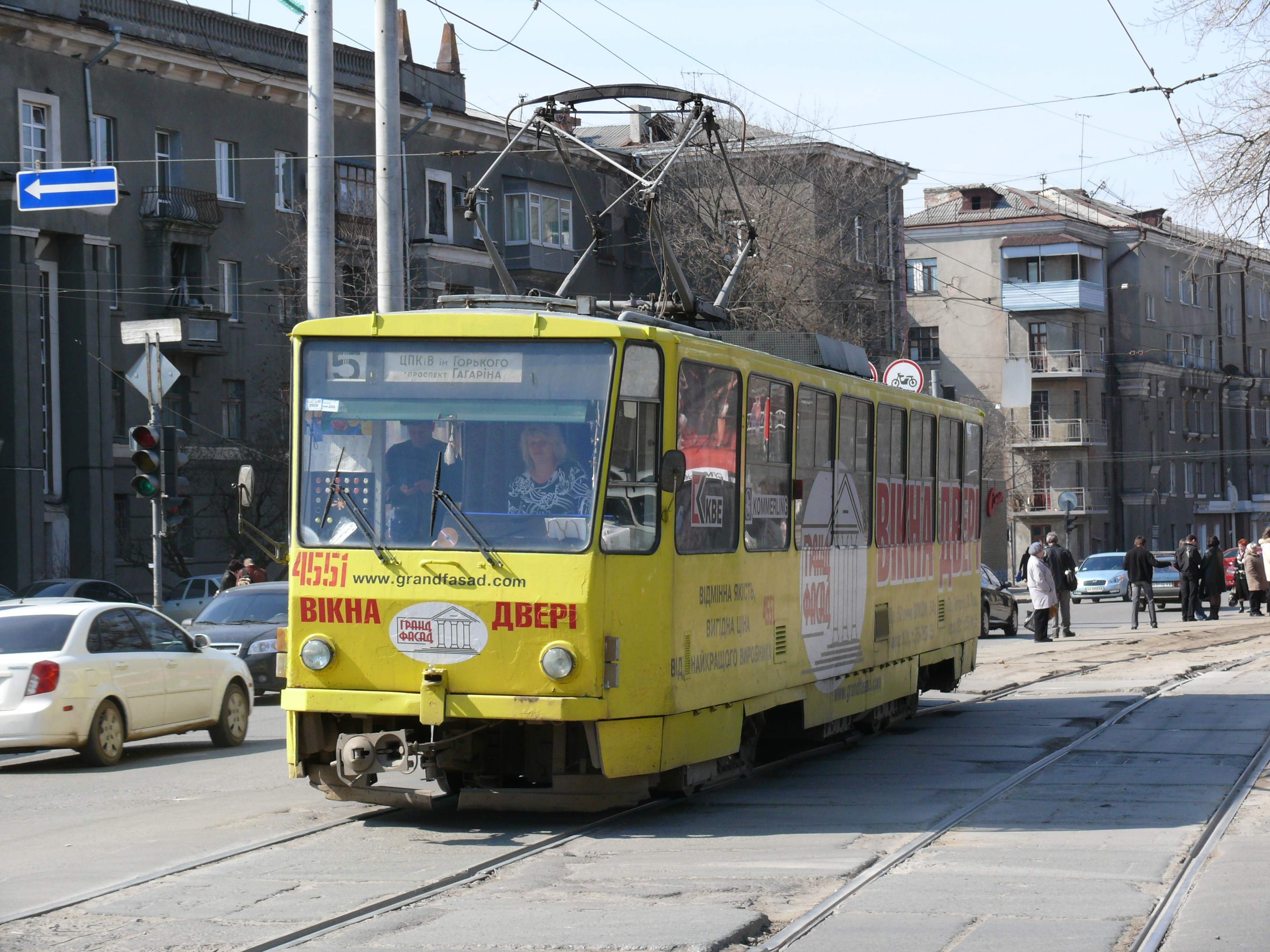
タトラT6B5（T3M）

タトラT3SUの後継車両として開発されたタトラカーで、車体構造や電気機器が大幅に刷新された。旧ソ連各国では「T3M」という形式名でも呼ばれる。ハルキウ市電には1988年以降30両が導入された。

### KTM-19（71-619KT）

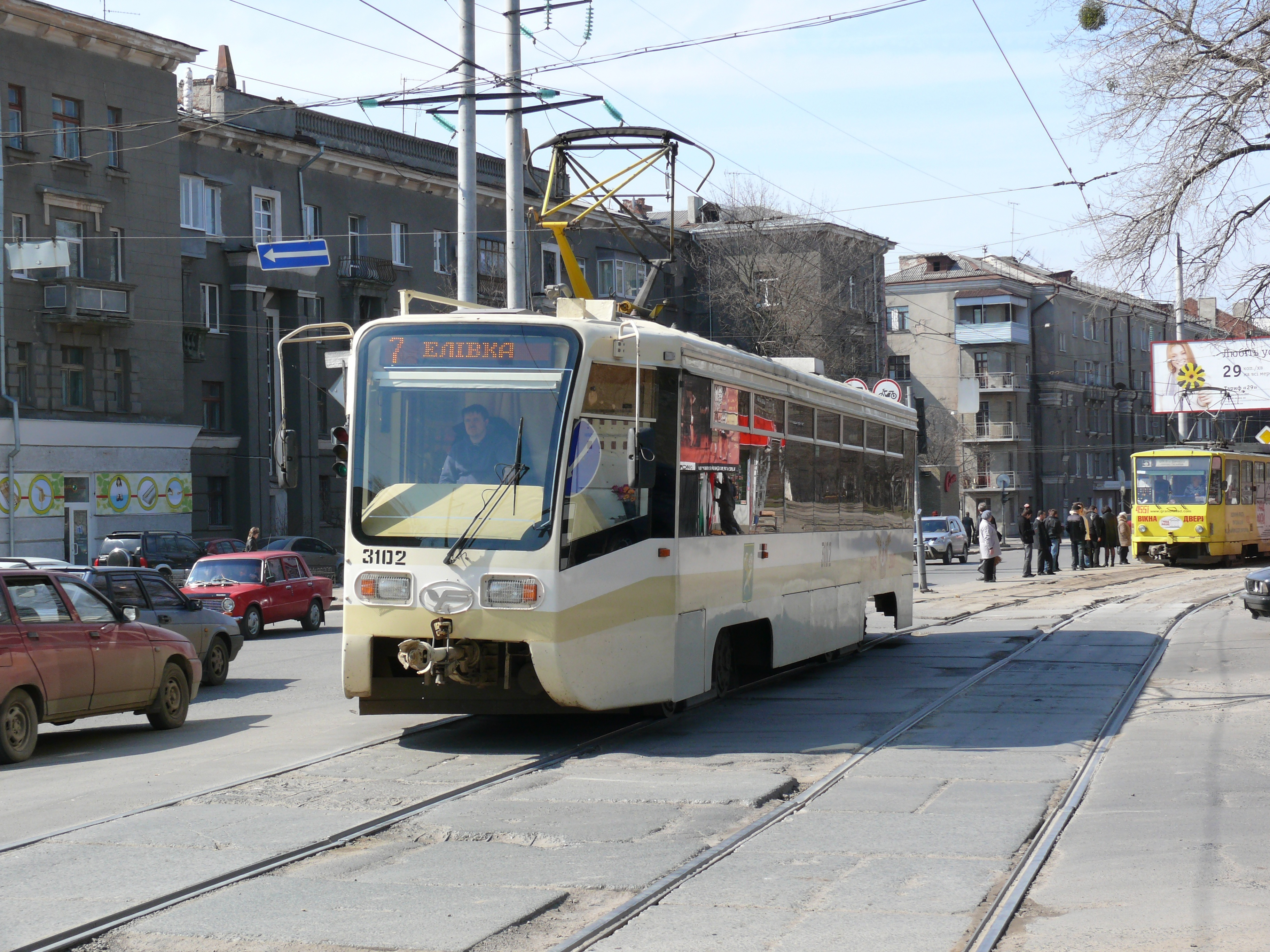
KTM-19（71-619KT）

ロシア連邦のウスチ＝カタフスキー車両製造工場で製造された路面電車車両。従来のタトラカーから車体寸法が大型化し、機器の構造も異なっているため、運行開始に先立ち習熟運転が実施された。2007年に10両が導入され、その際にはPLリース社（"ПЛ "Лізинг"）からのリースという形を採ったが、リース料などの面で問題があったことから、同様の方式で導入されたトロリーバスと共に2015年にリヴィウ商業高等裁判所（Львівський апеляційний господарський суд）から民間投資企業への譲渡が言い渡されている。

### タトラT6A5

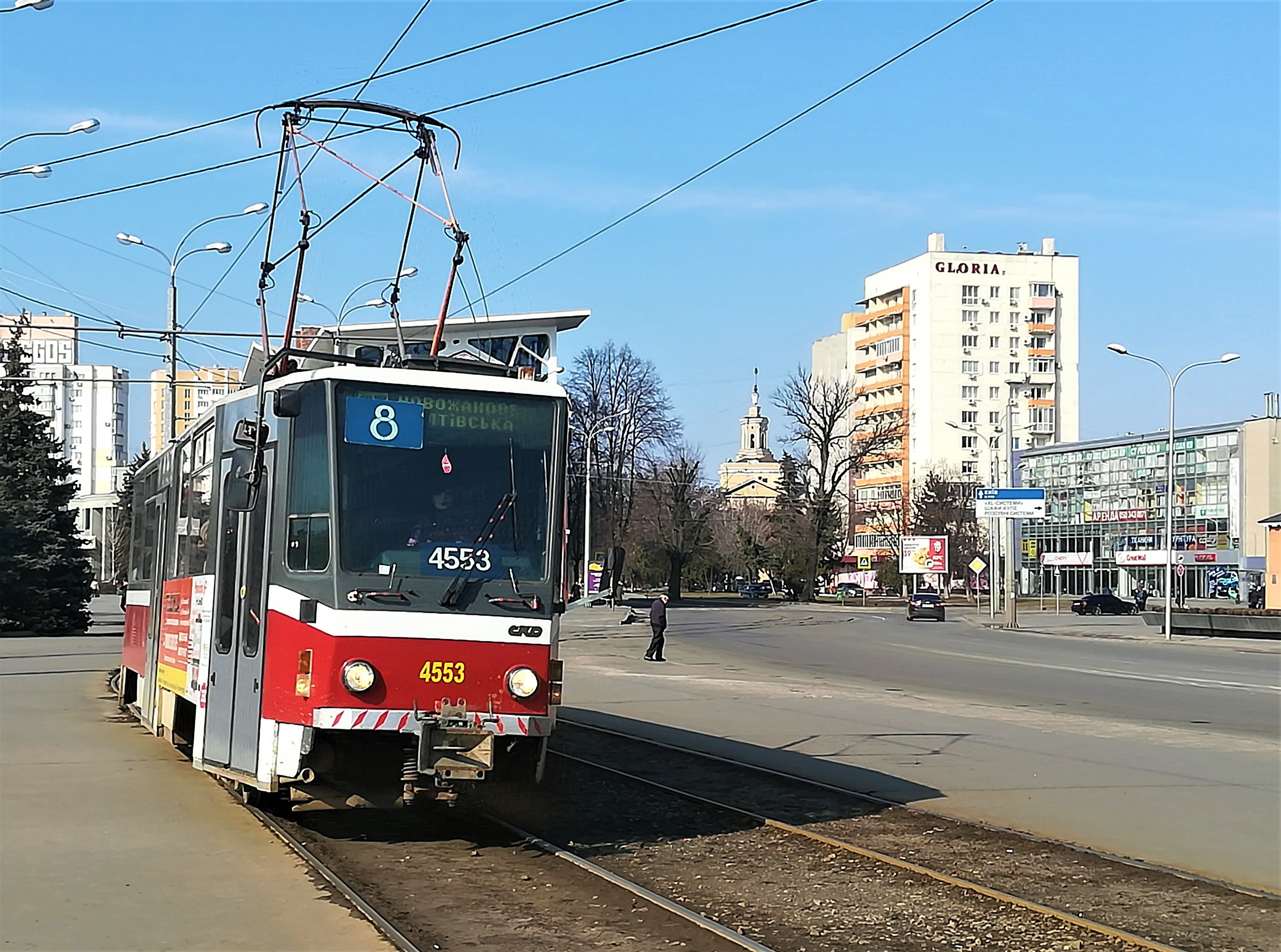
タトラT6A5

元はチェコスロバキア（→チェコ、スロバキア）向けに製造されたタトラカー。そのうちプラハ市電向けに製造された車両は超低床電車の大量導入により2021年までに営業運転から撤退したが、一方で他都市への譲渡が積極的に行われており、ハルキウ市電にも2017年に5両が譲渡されている。

### 動態保存車両

#### Kh

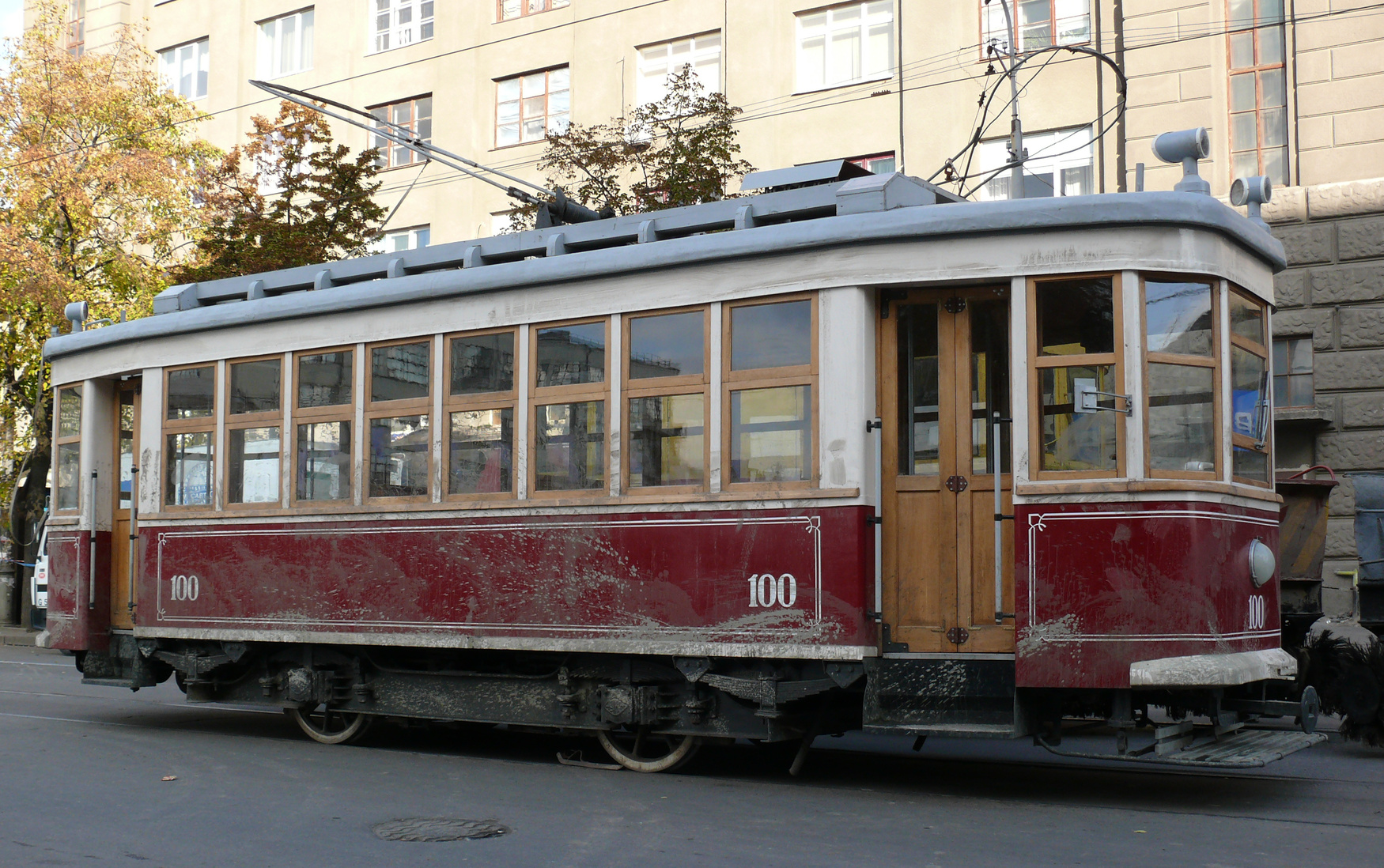
Kh（2008年撮影）

ロシア革命下の内戦で荒廃し、車両の新造も滞った各地の路面電車向けとして、ソビエト連邦成立後に開発された標準型電車（2軸車）。電動車と付随車（M）が製造され、そのうち1927年から量産が開始された電動車には最初の主要納入先であったハルキウ（Харків）にちなみ「Kh（Х）」と言う形式名が付けられた。ハルキウ市電ではKh・M共に長期に渡って在籍し、第二次世界大戦後に大型ボギー車の導入が本格化して1969年2月25日にさよなら運転が行われるまで40年以上に渡って営業運転に用いられ、更に1980年代まで事業用車両に改造されたKhが複数両残存した。
この車両を動態復元する計画は1990年代に立ち上がったが、経済の混乱などから計画は遅れ、最終的にハルキウ市電開通100周年の記念事業として2005年にKhのうち1両が動態保存運転を開始した。以降は臨時列車・団体列車で運用されている他、1920年代 - 1960年代を舞台にした映画の撮影にも多用されている。

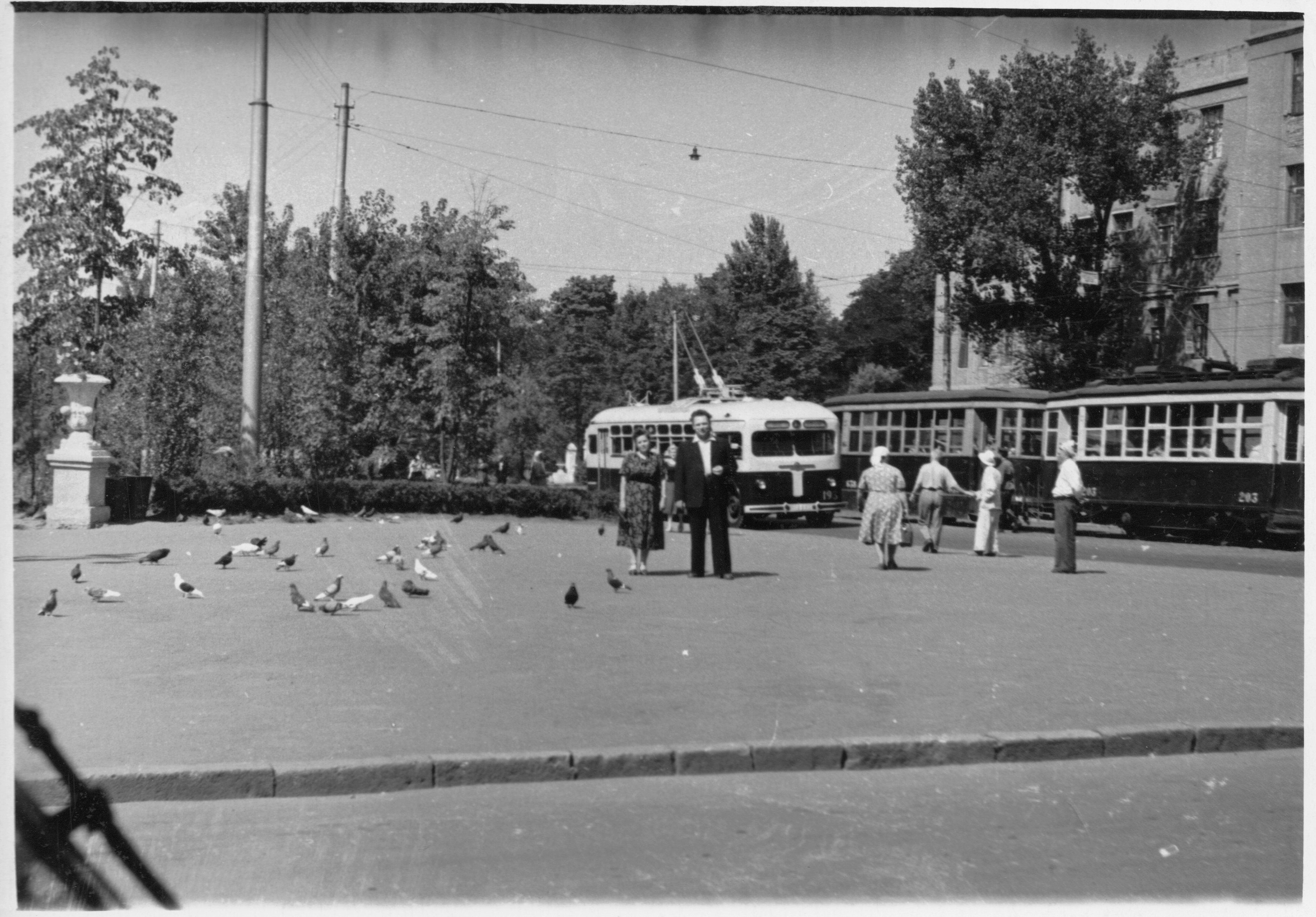
Kh（電動車）・M（付随車）（右端） （1950年撮影）

#### MTV-82

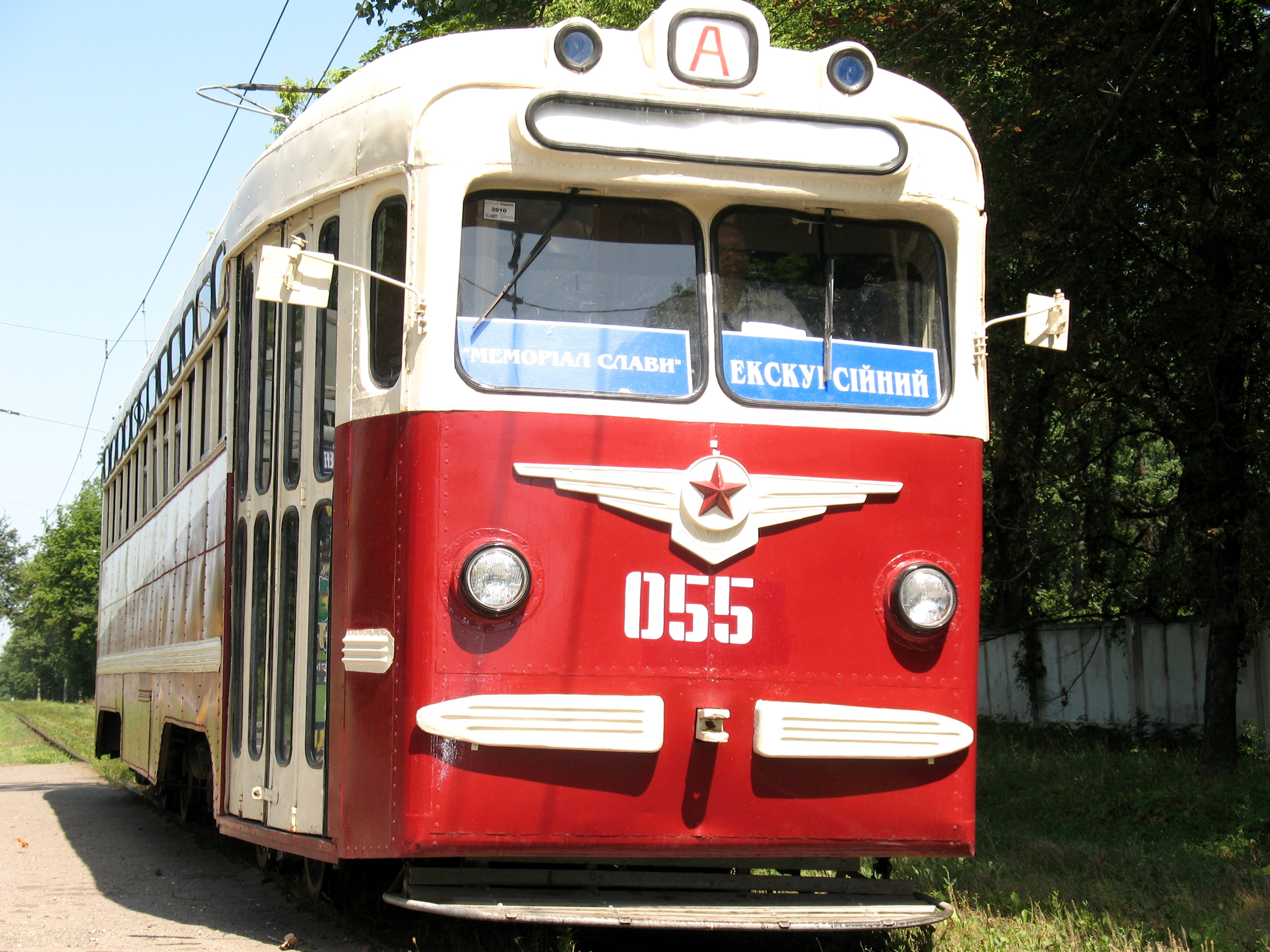
MTV-82（2010年撮影）

ソ連国内で第二次世界大戦後に初めて開発された路面電車車両。そのうちハルキウ市電で動態保存されていたのは1952年製の「055」で、2006年のハルキウ市電100周年に合わせて復元された。以降は臨時列車や団体列車に使用され、戦後の発展期に当たる1950年代に建設された様々な建物を巡るツアー列車「50 to 50（«50 на 50»）」がその代表例であった。だが、2022年に勃発したロシアによるウクライナ侵攻における爆撃による車庫の崩壊に巻き込まれ、同様の被害を受けた多数の車両とともに大破した事が確認されている。

### 事業用車両

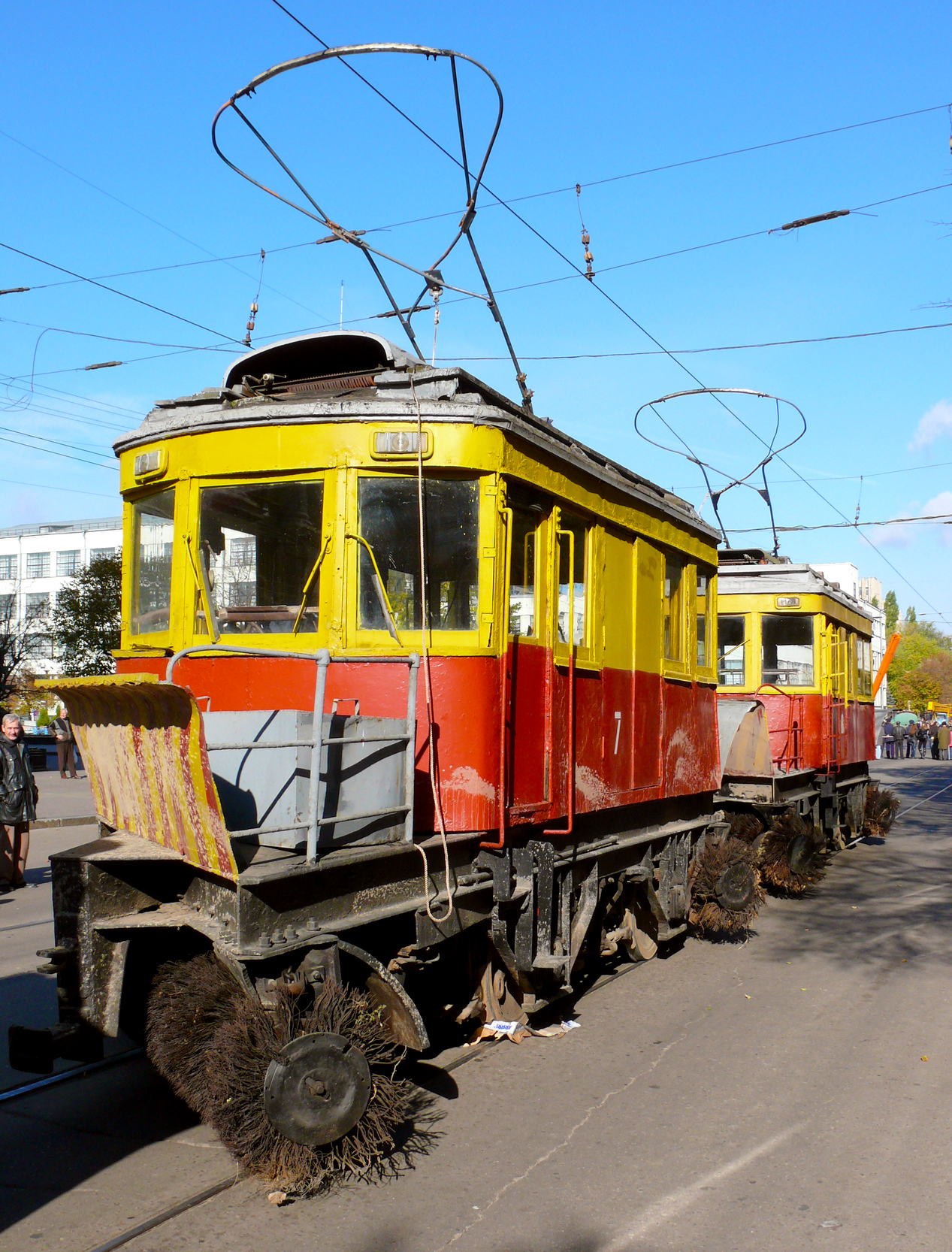
ブルーム式除雪車（2008年撮影）
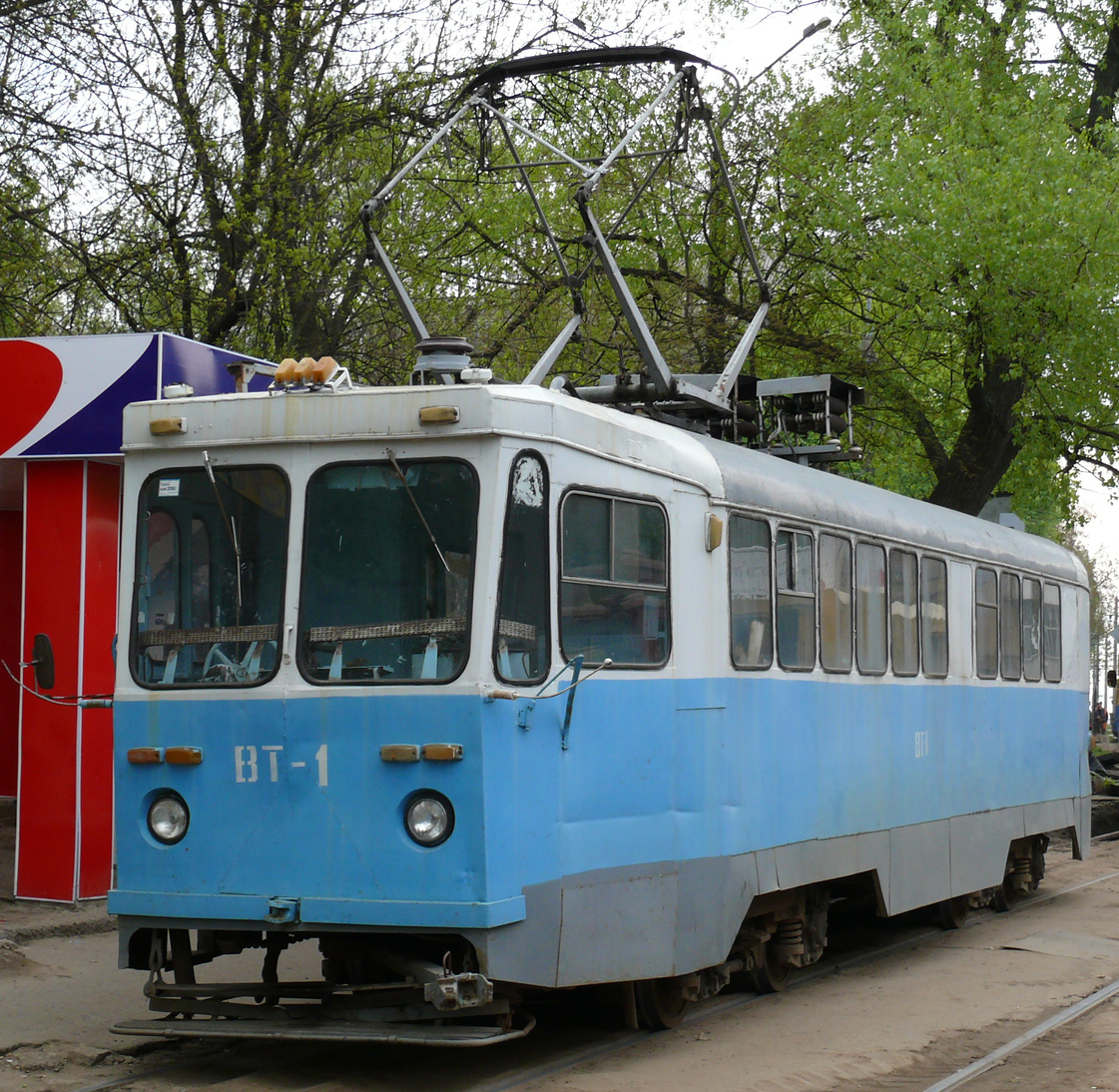
VT-1（2008年撮影）
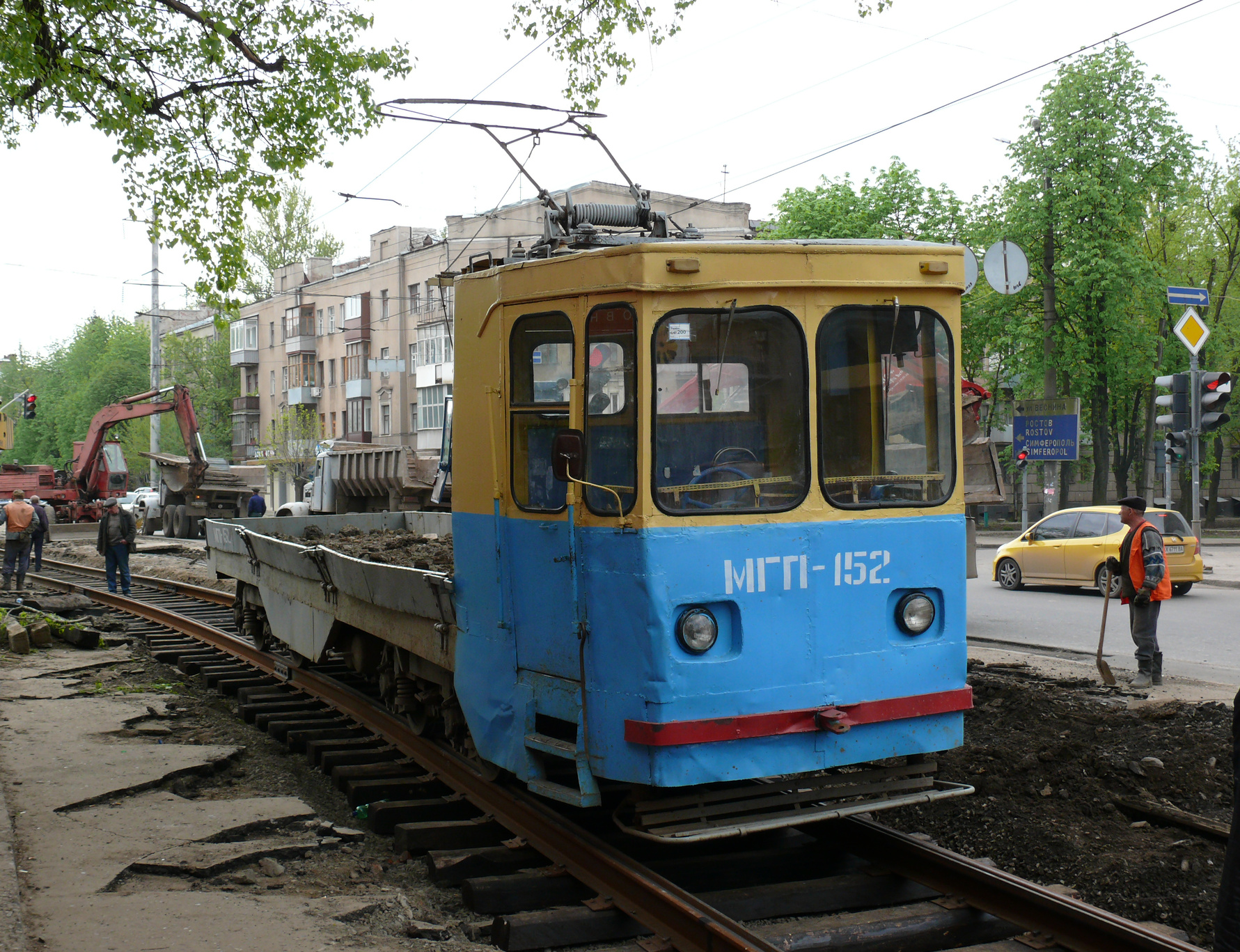
MGB-152（2008年撮影）
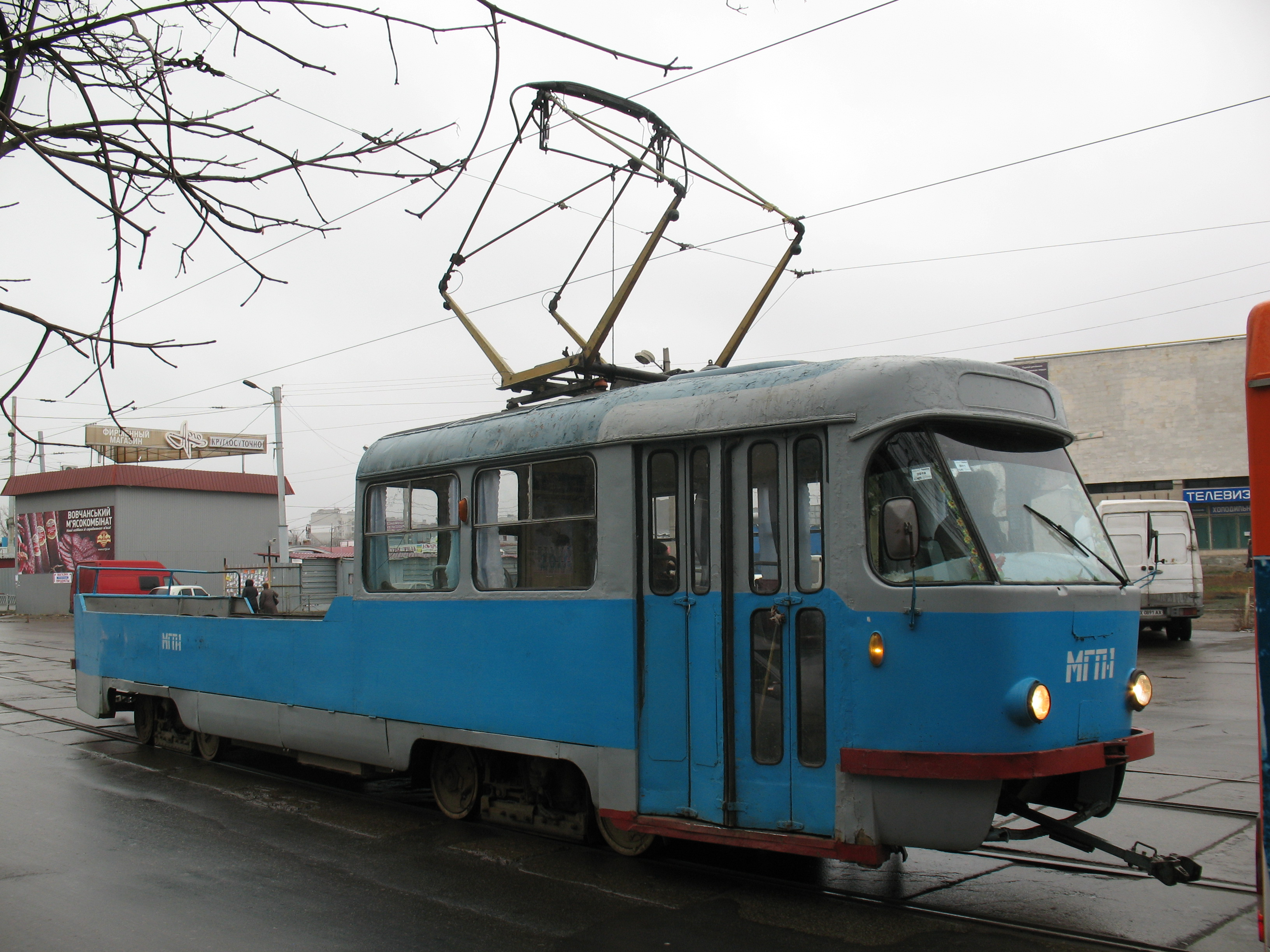
タトラT3を改造した事業用車両（2010年撮影）